# Mioara Avram
Mioara Avram (n. 4 februarie 1932, Tulcea, România – d. 12 iulie 2004, București, România) a fost o lingvistă română, specialistă în ortografie și lexicologie.  De-a lungul mai multor decenii a avut un rol esențial în analiza, normarea și popularizarea diferitelor aspecte din gramatica limbii române, mai cu seamă în domeniul ortografiei. A condus Sectorul de gramatică al Institutului de Lingvistică „Iorgu Iordan – Al. Rosetti” din București al Academiei Române.

## Biografie
Mioara Avram s-a născut în Tulcea unde a absolvit în 1949 cursurile liceale în cadrul Liceului Mixt, sub îndrumarea atentă a mamei sale, Măndița Grigorescu, profesoară de limba română. A urmat apoi cursurile Facultății de Filologie a Universității din București, pe care a absolvit-o în 1953. Activitatea sa la Institutul de Lingvistică al Academiei Române a început din anii studenției și avea să continue până după pensionare.
S-a căsătorit cu foneticianul și etimologul Andrei Avram și a avut trei fii: Alexandru, Andrei și Petru.

## Activitate
Teza de doctorat a Mioarei Avram, Evoluția subordonării circumstanțiale cu elemente conjuncționale în limba română, a fost publicată în 1960. În anii care au urmat a colaborat cu mari lingviști, precum Alexandru Graur și Laura Vasiliu, la lucrări fundamentale de gramatică a limbii române:
- Gramatica limbii române, două ediții: 1954, 1963, cunoscută mai ales sub numele „Gramatica Academiei”;
- Formarea cuvintelor în limba română, trei volume: 1970, 1978, 1989;
- Dicționarul ortografic, ortoepic și morfologic al limbii române, 1982;
- Anglicismele în limba română actuală, București, Editura Academiei, 1997 (în colaborare cu Marius Sala).

Ca unic autor a publicat o serie de alte lucrări, precum:
- Evoluția subordonării circumstanțiale cu elemente conjuncționale în limba română, Editura Academiei, 1960 (pentru care a primit Premiul „B. P. Hasdeu“ al Academiei Române)
- Gramatica pentru toți, ediția I, București, Editura Academiei, 1986; ediția a II-a revăzută și adăugită, București, Editura Humanitas, 1997;
- Probleme ale exprimării corecte, București, Editura Academiei, 1987;
- Ortografie pentru toți. 30 de dificultăți, ediția I, București, Editura Academiei, 1990; ediția a II-a, Chișinău, Editura Litera, 1997;
- Cuvintele limbii române: între corect și incorect, Editura Cartier, Chișinău, 2001.
- A coordonat editarea Gramaticii Limbii Române, ediția standard a Academiei Române.[6]

Ioana Vintilă-Rădulescu:
„Înzestrată cu o minte sclipitoare și sistematică și cu un simț al limbii fără greș, cunoscătoare fără egal a tuturor aspectelor limbii române, având cunoștințe vaste în aproape toate domeniile lingvisticii, ținându-se la curent cu noutățile disciplinei noastre și ajutată de o memorie prodigioasă, doamna Avram s-a identificat, prin lucrările colective pe care le-a conceput, condus și realizat, precum și prin opera sa personală, cu însăși limba română în tot ceea ce are ea mai valoros.”
Rodica Zafiu:
„Nu mai este printre noi un om de o forță, o inteligență și o corectitudine ieșite din comun. Numele Mioarei Avram e cu siguranță cel mai cunoscut între cele ale lingviștilor români din zilele noastre; era o autoritate, o instituție, personificarea însăși a gramaticii, a lingvisticii, în dispute, opinia sa devenea automat un argument irecuzabil. Cei care au cunoscut-o și-au dat seama că acest prestigiu exterior era reflexul firesc al unei trăinicii interioare impresionante. Mioara Avram știa tot, citise tot, își amintea tot: o mare putere de muncă se unea cu o curiozitate tinerească pentru cele mai diverse manifestări lingvistice ale prezentului — de la argou la limba de lemn, la anglicisme, la creațiile jurnalistice recente.”
„E o mare nedreptate faptul că persoana care ar fi onorat orice academie, identificându-se mai mult decât oricine cu spiritul ei, a fost ocolită sistematic în ultimii ani de onorurile oficiale. Totul din pricina unui dezacord mărunt și formal: faptul că nu a acceptat reforma ortografică din 1993, scriind împotriva ei, cu autoritatea pe care i-o oferea calitatea de principal specialist în materie (Ortografia pentru toți, 1990), refuzând s-o recunoască și ignorând compromisurile.”